# Lej da la Tscheppa
Il Lej da la Tscheppa è un lago glaciale alpino sito sopra Sils im Engadin a 2616 m s.l.m. Le acque del lago derivano attualmente dalle precipitazioni estive e dallo scioglimento delle nevi invernali. Un tempo era alimentato dal ghiacciaio Crasta-Tscheppa, estinto nel 2003.
Dal lago si può godere di un ampio panorama sull'Engadina, sul Lago di Silvaplana e sulle montagne site sul versante meridionale di quest'ultimo: Piz Corvatsch, Monte del forno e Pitz da la Margna.

## Accesso

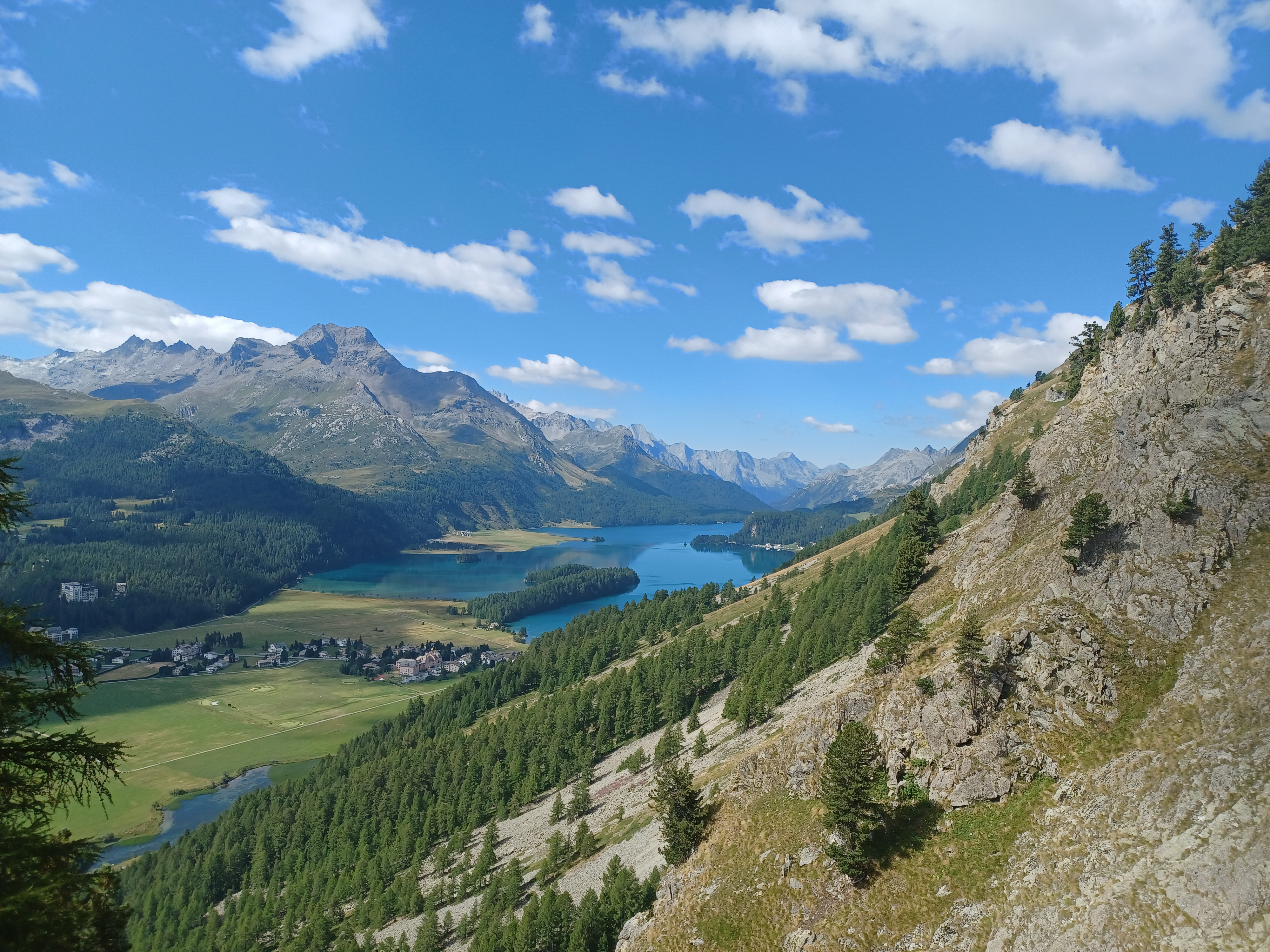
Vista sul Lago di Sils dal sentiero Sud che conduce al Lej da la Tscheppa

Ci sono due sentieri che consentono di raggiungere il lago:
- Il sentiero meridionale parte da Sils im Engadin, in località Foglias di fianco alla strada principale 3. Dopo un primo tratto pianeggiante il sentiero si interpica a tornanti con pendenza significativa raggiungendo la vetta in meno di 3 km. Il dislivello complessivo è di 700 metri per una pendenza media superiore al 20%[2].

- Il sentiero orientale parte in prossimità di un parcheggio locato lungo il Julier Pass e porta al Lej da la Tscheppa in 4.5 km e 600 metri di dislivello. Questo versante è complessivamente meno impegnativo della sua controparte meridionale, anche se vi sono due tratti a pendenza significativa: uno all'inizio dopo avere lasciato il parcheggio ed uno vicino alla meta, dove è presente anche una catena per agevolare ascesa e discesa. Lungo il sentiero orientale sono presenti molti laghetti di piccole dimensioni alimentati dall'acqua piovana e da quella di fusione delle nevi invernali[3].

I punti di partenza di entrambi i sentieri sono collegati da una mulattiera pianeggiante lunga poco meno di 3 km pertanto è possibile inserire i due sentieri descritti precedentemente in un percorso ad anello.

## Galleria d'immagini

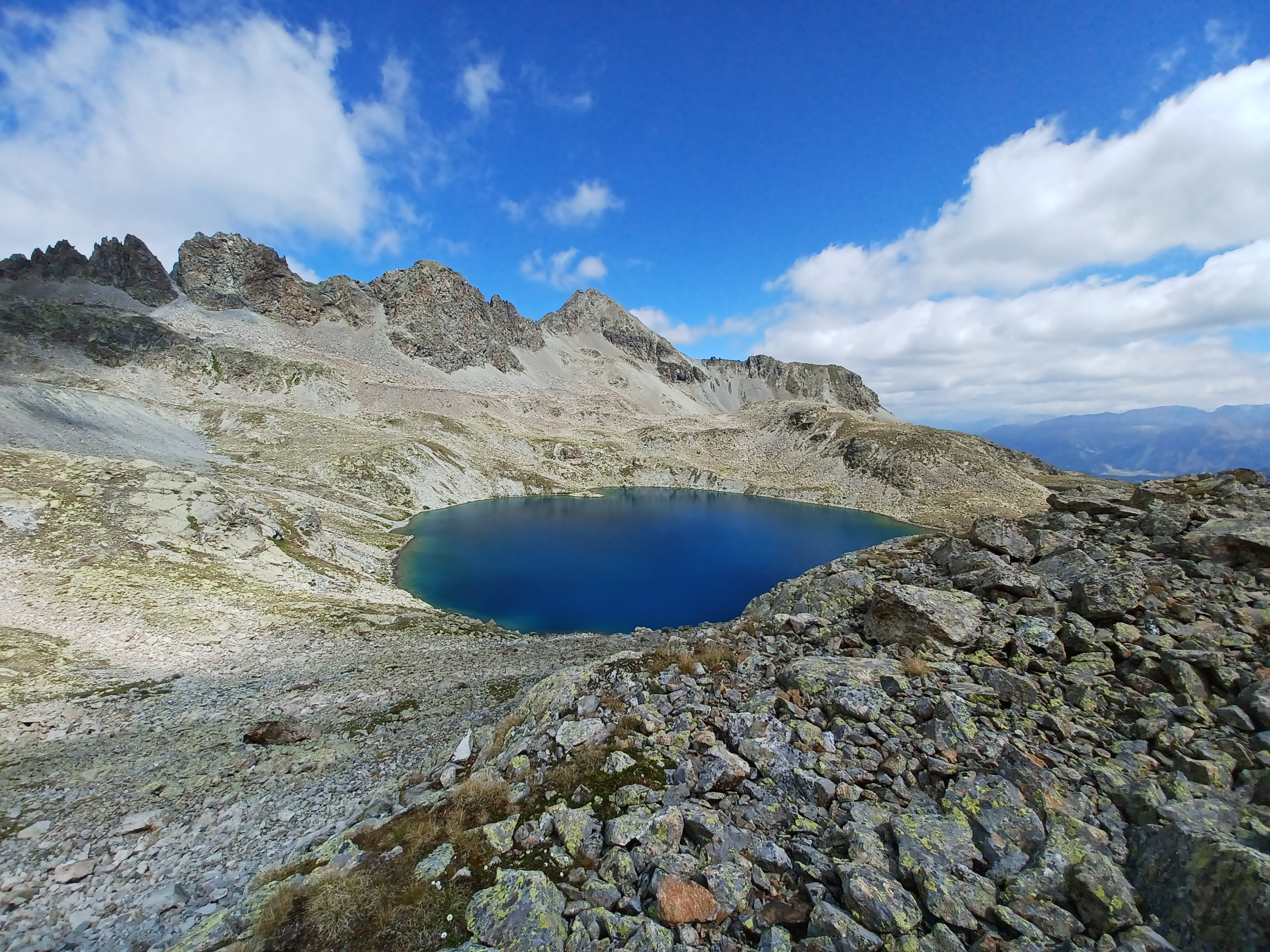
Vista da Sud-Ovest
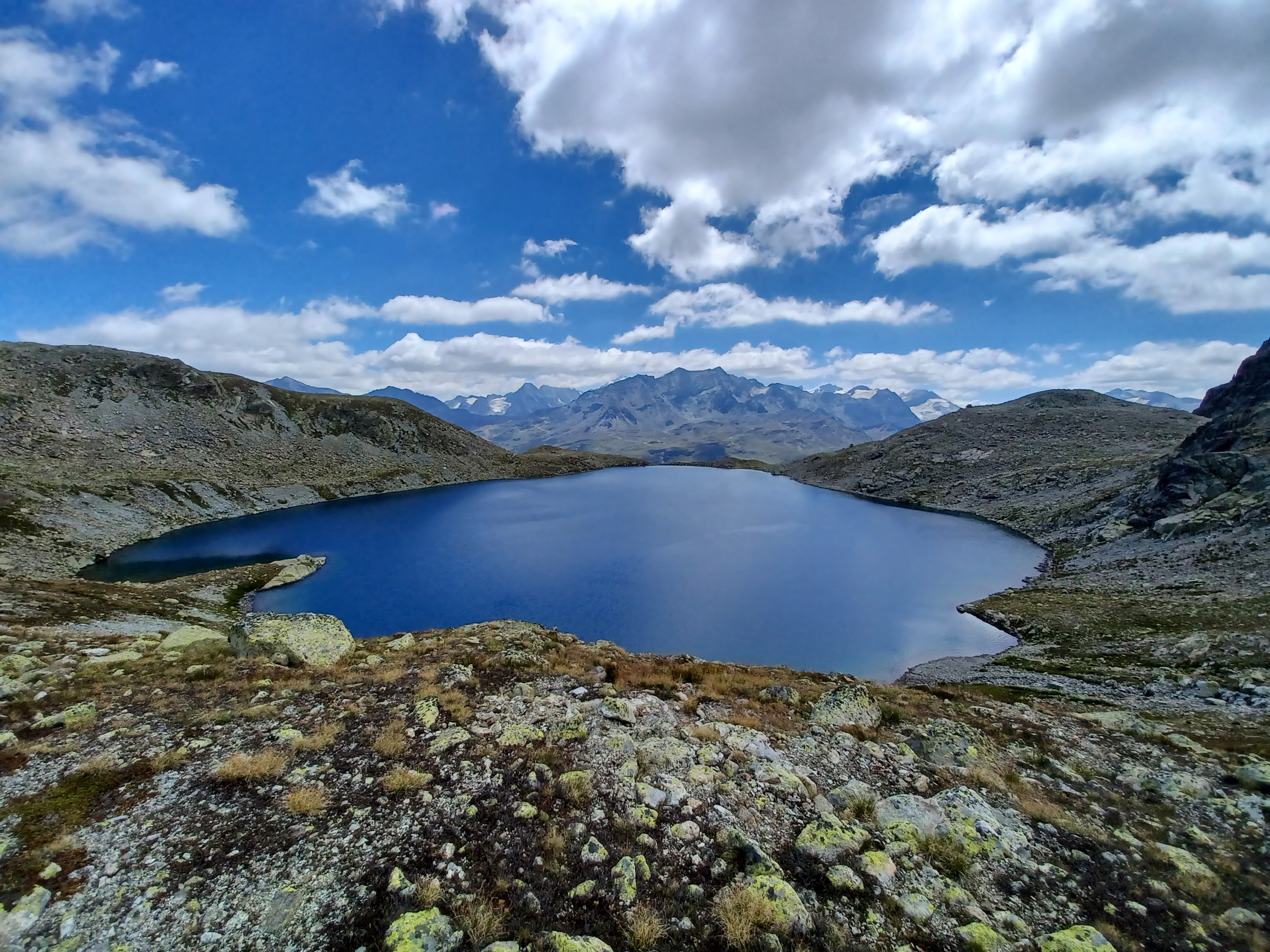
Vista da Ovest
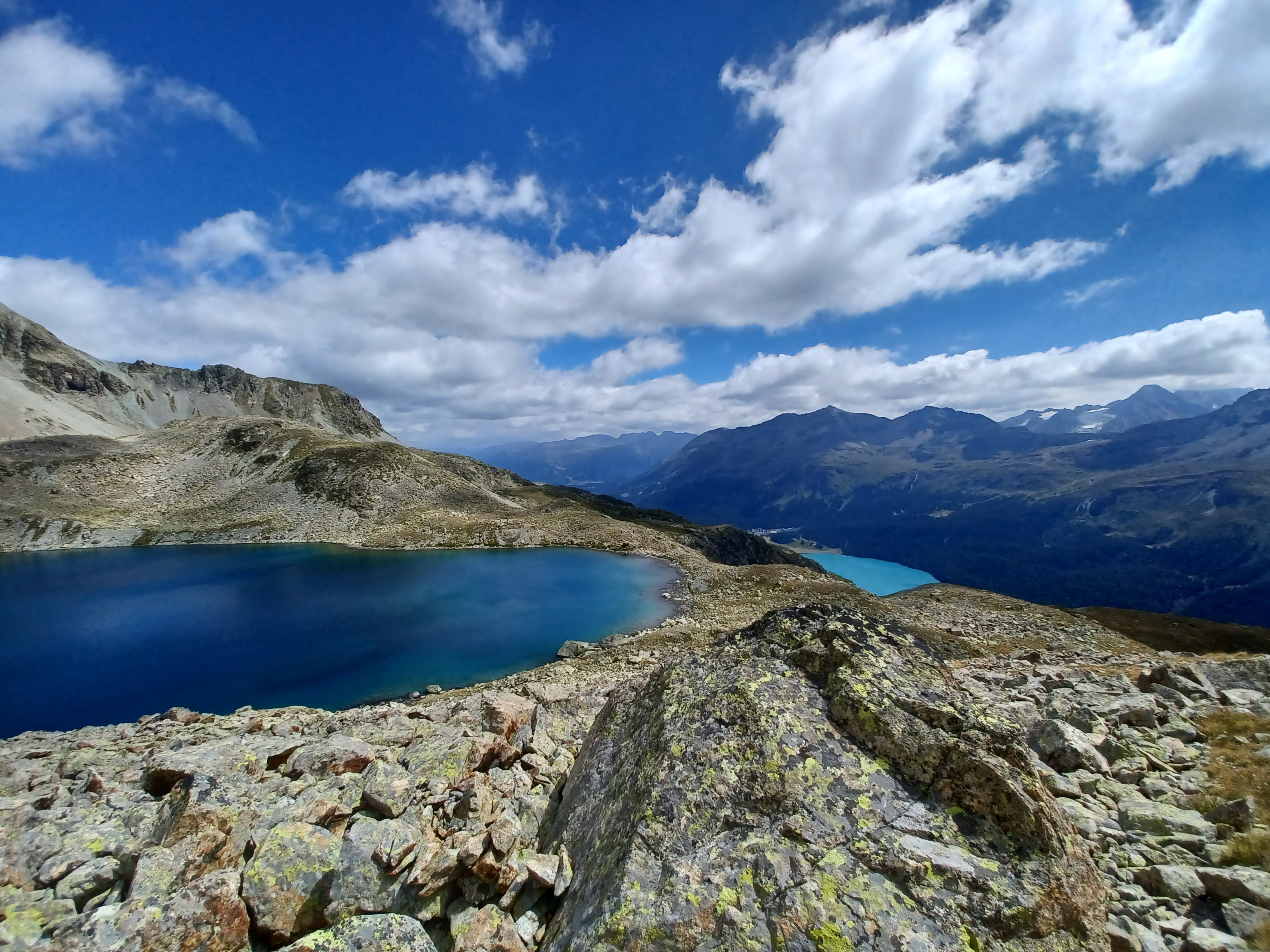
Vista sul Lej da la Tscheppa e sul Lago di Silvaplana